# Castelo de Dardagny

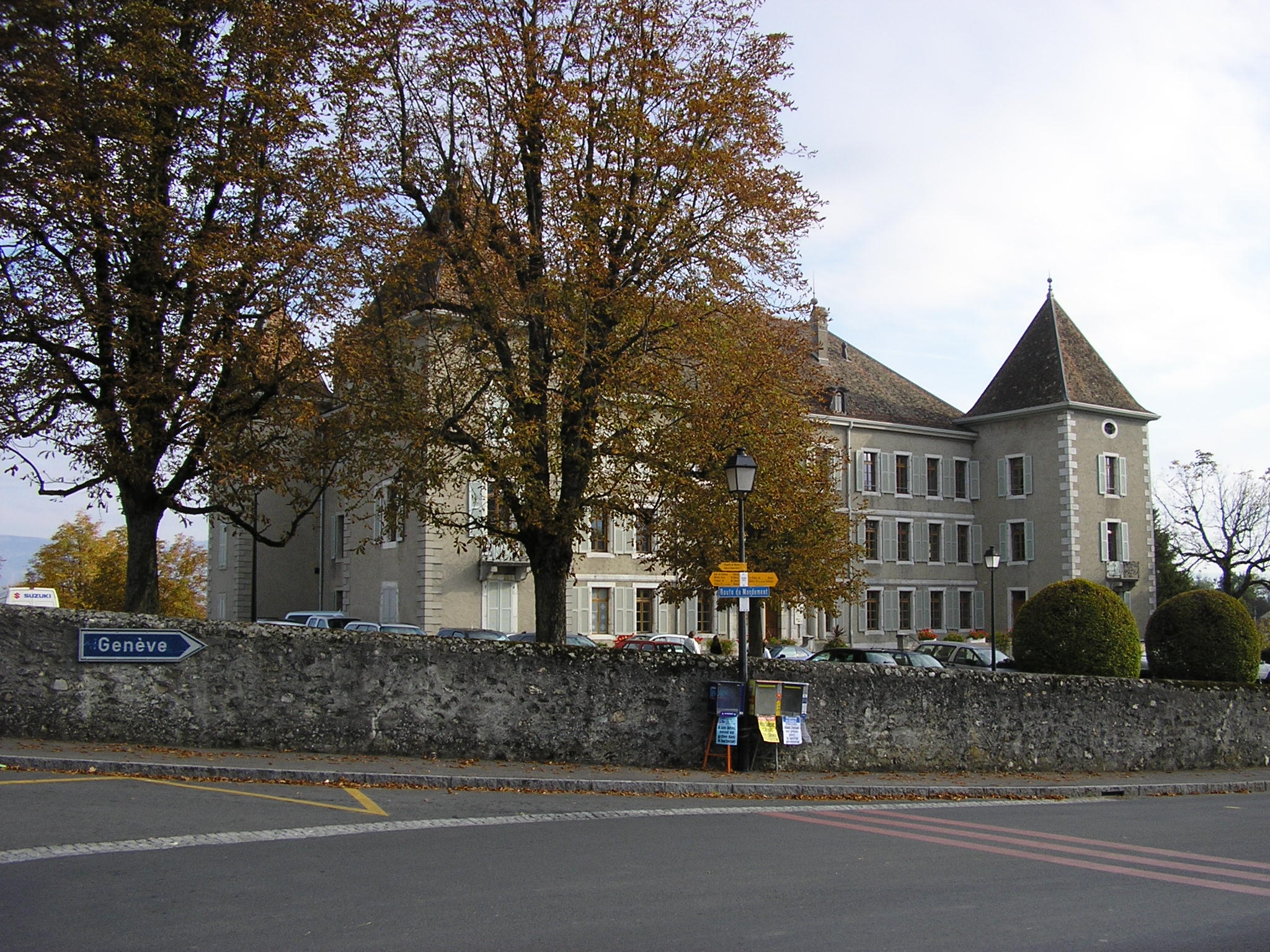
Castelo de Dardagny

O Castelo de Dardagny encontra-se na comuna suíça de Dardagny no cantão de Genebra, Suíça e está inscrito no Inventário Suíço dos bens culturais de importância nacional e regional .
Durante o século XIII o Castelo de Dardagny fazia parte de um conjunto de castelos que defendiam a fronteira Oeste das terras dos Bispos de Genebra. Em 1298 havia dois castelos em Dardagny que estavam separados por uma pequena estrada e cada qual pertencia a uma família nobre. Em 1646 a família Favre herdou os dois feudos e liga-os com uma galeria (1655) e constrói duas torres de ângulo.
1712 Jean Vasserot fecha a pátio interior e faz dele uma sala de festas, decorado de pinturas à italiana. Em 1740, a pequena torre interior dá lugar a uma escadaria interior e o castelo fica com o aspecto que tem hoje em dia.
Foi comprado pela comuna em 1904 e restaurado entre 1926/36, acolhendo actualmente as instalações comunais . 